# Silke Knoll
Silke-Beate Knoll (Rottweil, 21 febbraio 1967) è un'ex velocista tedesca.

## Palmarès

### Mondiali
- 1 medaglia:
  - 1 bronzo (Göteborg 1995 nella staffetta 4 × 100 m[1])

### Europei
- 2 medaglie:
  - 1 oro (Helsinki 1994 nella staffetta 4 × 100 m[1])
  - 1 argento (Spalato 1990 nella staffetta 4 × 100 m[2])

### Europei indoor
- 2 medaglie:
  - 1 argento (Parigi 1994 nei 200 m piani[1])
  - 1 bronzo (Budapest 1988 nei 200 m piani[2])

### World Cup
- 1 medaglia:
  - 1 argento (Londra 1994 nella staffetta 4 × 100 m[1])

### Europei Under 20
- 1 medaglia:
  - 1 oro (Cottbus 1985 nella staffetta 4 × 400 m[2])

## Altre competizioni internazionali
1994
- Coppa Europa di atletica leggera ( Birmingham)[1]

1996
- Coppa Europa di atletica leggera ( Madrid)[1]